# بی‌فک‌ماهی
بی‌فَک‌ماهی یا هاگ فیش از خانواده مخاطی‌واران (نام علمی: Myxinidae) نام یک تیره از superclass بی‌آروارگان است.
هاگ فیش‌ها، از کلاس Myxini / (همچنین به عنوان Hyperotreti شناخته می‌شود) و راسته Myxiniformes، ماهی‌های مارماهی شکل بدون آرواره هستند (که گاهی به آن مارماهی لجن می‌گویند). هاگ فیش‌ها تنها جانوران زنده شناخته شده‌ای هستند که دارای جمجمه هستند اما ستون مهره ای ندارند، اگرچه دارای مهره‌های ابتدایی هستند. هاگ فیش‌ها شکارچیان و لاشخورهای دریایی هستند که می‌توانند با آزاد کردن مقادیر زیادی لجن از غدد مخاطی پوست خود در برابر سایر شکارچیان بزرگ‌تر دفاع کنند.
اگرچه رابطه دقیق آنها با تنها گروه زنده دیگر ماهی‌های بدون آرواره، لمپری‌ها، مدت‌ها موضوع بحث و مناقشه بود، شواهد ژنتیکی نشان می‌دهد که هاگ فیش‌ها و لمپری‌ها نسبت نزدیک تری به یکدیگر نسبت به مهره‌داران آرواره‌دار دارند، در نتیجه ابرکلاس سیکلوستومی را تشکیل می‌دهند. قدیمی‌ترین گروه ساقه‌ای شناخته شده هاگ فیش از دوره کربونیفر پسین، حدود ۳۱۰ میلیون سال پیش، با نمونه‌های مدرن برای اولین بار در اواسط دوره کرتاسه حدود ۱۰۰ میلیون سال پیش، شناخته شده است.

## بدن این جاندار
بدن این مارماهی با غدد ویژه‌ای پوشانده شده است که می‌تواند گل و لجن‌های چسبنده‌ای منتشر کند. در واقع یک مارماهی دهان گرد، به تنهایی می‌تواند لجنهای زیادی را در یک زمان تولید کند و حیات مارماهی‌های دهان گرد هم کاملاً با این مواد چسبناک تولیدی در ارتباط می‌باشد.
بعضی از انواع بی‌فک‌ماهی‌ها پولک دارند. مارماهی دهان گرد جمجمه ناقصی دارد و در کل فاقد ستون فقرات است.
اسکلت آن‌ها به‌طور کامل از غضروف ساخته شده است. چشم‌های این موجود ضعیف هستند و در واقع قدرت بینایی خوبی ندارند؛ اما از حس بویایی قوی ای برخوردارند و این حس شامه قوی به آن‌ها در پیدا کردن غذا در تاریکی دریای عمیق کمک می‌کند. مارماهی دهان گرد در اعماق اقیانوس اطلس و تا حد اکثر ۵۶۰۰ فوت (حدود ۱۸۰۰ متر) زندگی می‌کنند.

## رودررو شدن با شکارچیان
جالب است بدانید که مارماهی دهان‌گرد زمانی که با شکارچیان مواجه می‌شود با استفاده از این لجن و ماده چسبناک از خود محافظت می‌کند؛ و بعد از اینکه خطر را از خود دور کرد ترفند جالبی را برای پاک کردن این لجن‌ها از بدن خود اجرا می‌کند؛ به این صورت که مارماهی خود را گره می‌زند و بعد تلاش می‌کند به وسیلهٔ پیچ و تابی که به بدن خود می‌دهد گره را باز کرده و گل و لجن و مواد چسبناک را از بدن خود پاک کند.

## مشخصات فیزیکی

### ویژگی‌های بدن
بی‌فک ماهی به‌طور معمول حدود ۵۰ سانتی‌متر (۱۹٫۷ اینچ) طول دارد. بزرگ‌ترین گونه شناخته شده Eptatretus goliath است که ۱۲۷ سانتی‌متر (۴ فوت ۲ اینچ) برای آن به ثبت رسیده است، در حالی که Myxine kuoi و Myxine pequenoi به نظر می‌رسد حداکثر به ۱۸ سانتی‌متر (۷٫۱ اینچ) طول برسند. دیده شده است که بعضی از آنها به اندازه ۴ سانتی‌متر (۱٫۶ اینچ) هستند.
بی‌فک‌ماهی‌ها بدن‌های کشیده یا مارماهی مانندی داشته و دم‌های پارویی دارند. پوست برهنه است و مانند یک جوراب کاملاً گشاد بدن را می‌پوشاند. آنها دارای جمجمه‌های غضروفی هستند (اگرچه قسمت اطراف مغز در درجه اول از غلاف رشته‌ای تشکیل شده است) و ساختارهایی مانند دندان از کراتین تشکیل شده است. رنگ آنها به گونه‌هایشان بستگی دارد، از صورتی تا آبی-خاکستری متغیر هستند و ممکن است لکه‌ها یا خال‌های سیاه یا سفید داشته باشند. چشم‌ها یک نقطه چشمی ساده بوده، نه چشمی که بتواند تصاویر را تحلیل کند. بی‌فک‌ماهی‌ها فاقد باله واقعی هستند و دارای شش یا هشت زایدهٔ ریش مانند در اطراف دهان بوده و یک سوراخ بینی دارد. به جای اینکه فک‌ها را به صورت عمودی، مانند ناثوستوماتا (مهره‌داران دارای فک) حرکت کنند، فک آنها به صورت افقی حرکت کرده و فک آنها دارای برآمدگی‌های دندان مانندی است که برای بیرون کشیدن غذا به کار می‌رود. دهان بی‌فک‌ماهی‌ها دارای دو جفت دندان شاخی و شانه‌ای شکل روی صفحه غضروفی است که کشیده و جمع می‌شود.

### چشم‌ها
چشم بی‌فک‌ماهی‌ها فاقد لنز، عضلات خارج از چشم و سه عصب حرکتی (III , IV و VI) بوده. وجود اندام‌های مذکور برای تکامل چشم‌های پیچیده‌تر قابل توجه است. چشم جداری نیز در بی‌فک‌ماهی‌های موجود وجود ندارد. چشم بی‌فک‌ماهی‌ها در صورت وجود می‌توانند نور را تشخیص دهند، اما تا آنجا که مشخص است هیچ‌یک نمی‌توانند تصاویر را به شکل دقیق ببینند.

### گردش خون
بی‌فک‌ماهی‌ها دارای یکی از کمترین فشار خون‌ها در بین مهره‌داران هستند که تاکنون شناخته شده است. یکی از ابتدایی‌ترین انواع تعادل مایعات موجود، در این موجودات دیده می‌شود، هر زمان که افزایش مایعات خارج سلول رخ می‌دهد، فشار خون بالا می‌رود و این به نوبه خود توسط کلیه احساس می‌شود، بنابراین مایع اضافی را دفع می‌کند.

## استفاده تجاری

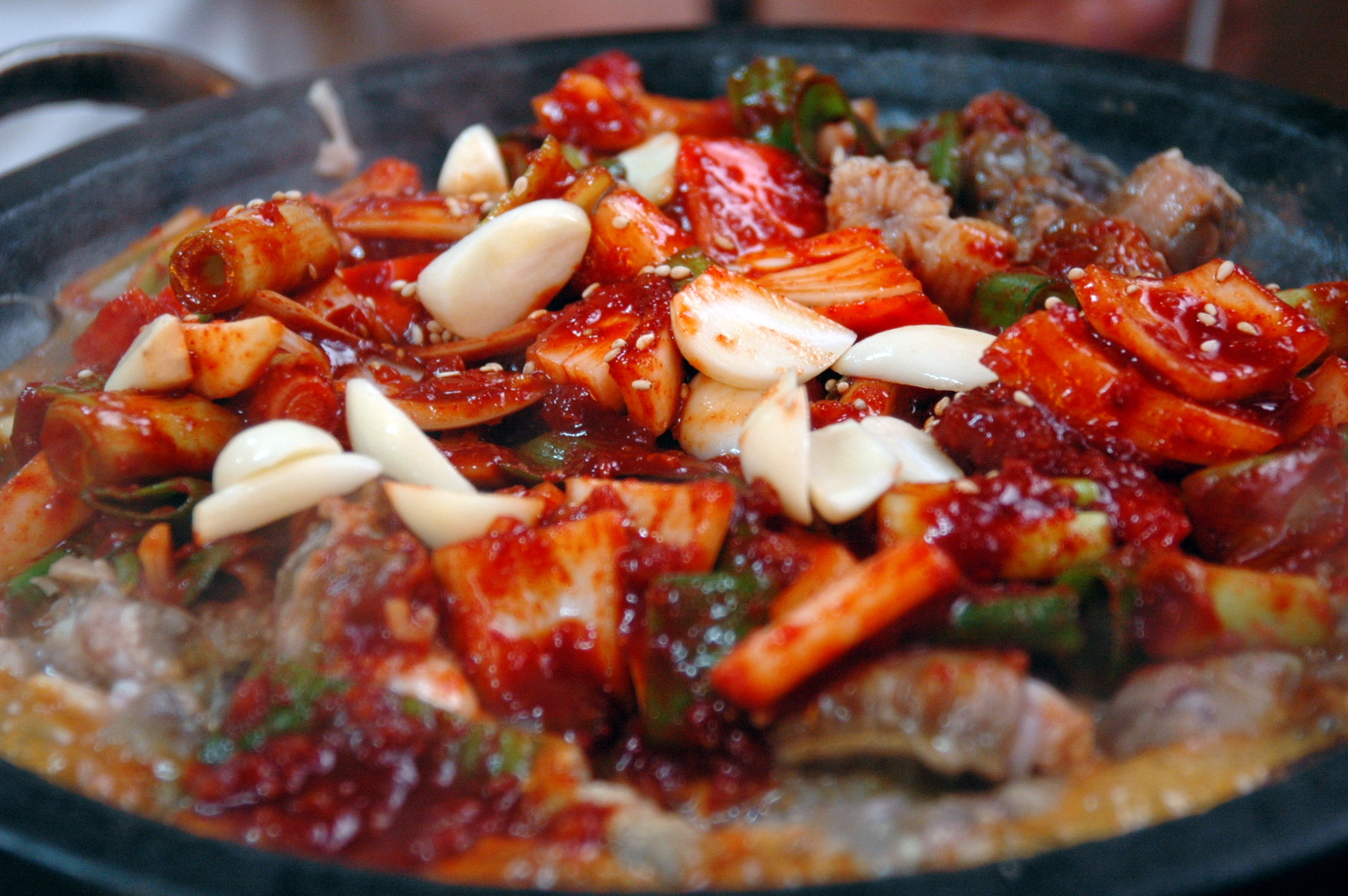
بی‌فک ماهی سرخ شده در یک رستوران کره ای

### به عنوان غذا
اغلب در بیشتر دنیا بی‌فک‌ماهی‌ها مصرف خوراکی ندارند. در کره، بی‌فک‌ماهی‌ها یک غذای با ارزش محسوب می‌شوند، جایی که به‌طور کلی پوست آن را کنده، آن را در سس تند می‌غلطانند و روی زغال کباب یا سرخ می‌کنند. این غذا به ویژه در شهرهای بندری جنوبی شبه جزیره مانند بوسان محبوب است. بی‌فک‌ماهی‌های ساحلی که در شمال غربی اقیانوس آرام یافت می‌شود، در ژاپن خورده می‌شود. از آنجایی که بی‌فک‌ماهی‌ها مقدار زیادی مایعات را حتی در دمای پایین در خود نگه داشته، به عنوان یک گزینه به صرفه در مصرف انرژی برای تولید توفو که به گرمایش نیازی نیست، محسوب می‌شود.

### پوست
پوست بی‌فک‌ماهی‌ها در زیورآلات و پوشاک کار می‌رود و از آن به عنوان «پوست مارماهی» یاد می‌شود. از پوست آنها نوعی چرم  تولید می‌کنند که دارای مقاومت بالاست که به ویژه برای کمربند و کیف پول مناسب است.